# 瀬那歩美
瀬那 歩美（せな あゆみ、1975年9月30日 - ）は、日本の女性声優。千葉県出身。ゆーりんプロ所属。

## 略歴
少女時代に憧れた職業は歌のお姉さんで、子供の頃は松田聖子が好きだったという。
「なにか習い事を始めたい」と思い立ち、声優スクールに入学したことが声優の道の第一歩で、それがよこざわけい子の運営するスクールだったという。

## 人物
旧芸名は「桜川 朝恵（さくらがわ ともえ）」。本名の「加藤 朝恵（かとう ともえ）」名義で同プロダクションのスクールデスクをしていた時期がある。
趣味は料理、編み物。座右の銘は「一日一善」。

## 出演
太字はメインキャラクター。

### テレビアニメ
2001年
- クレヨンしんちゃん（2001年 - 2023年、女性、販売員、女子大生C、店員A、ニア 他）
- フルーツバスケット（女子2）
- RAVE（スーザン）

2002年
- あたしンち（2002年 - 2009年、店員、斉藤、友人、TVの声B、リポーター 他）
- それいけ!アンパンマン（クマの子）
- 電光超特急ヒカリアン（ブラッチャールウッカリー）
- 天使な小生意気（チエ、ウェイトレス、女子高生、コギャルB）
- プリンセスチュチュ（演劇部員）

2003年
- BPS バトルプログラマーシラセ（坂本悦子、秋月郁〈子供〉）
- PEACE MAKER鐵（妹）
- MOUSE（女子生徒、女性記者）
- 円盤皇女ワるきゅーレ 十二月の夜想曲（女子生徒）

2004年
- BURN-UP SCRAMBLE（通信D、婦警B、おばはんF 他）
- ビューティフル ジョー（スラグン 他）
- ドラえもん（テレビ朝日版第1期）（さくら）
- ブラック・ジャック（ツユ子）
- BLEACH（黒崎遊子、アヤメ、ドニー、スンスン）

2005年
- ドラえもん（テレビ朝日版第2期）（2005年 - 、チルチル、少年、女の子、リポーター、ボール 他）

2006年
- 史上最強の弟子ケンイチ（白浜ほのか）

2007年
- 忍たま乱太郎（2008年 - 、ミカ〈3代目〉、妻）

2009年
- 名探偵コナン（2009年 - 2015年、アナウンサー、真壁の妹）

2010年
- ご姉弟物語（客）

2022年
- BLEACH 千年血戦篇（2022年 - 2024年、シィアン・スンスン、黒崎遊子） - 2シリーズ

### OVA
2003年
- Memories Off 2nd それぞれの想いに（司会のお姉さん）
- ランジェリー戦士パピヨンローゼ（ラーマ）

2004年
- BLEACH memories in the rain（黒崎遊子）

2005年
- BLEACH The Sealed Sword Frenzy（黒崎遊子）

2006年
- アンパンマンとはじめよう! かぞえよう 1・2・3（ノネズミ六兄弟5）

2012年
- 史上最強の弟子ケンイチ（白浜ほのか）※単行本第46巻OVA付き特別版

2013年
- 史上最強の弟子ケンイチ（白浜ほのか）※単行本54巻OVA付き特別版

### 劇場アニメ
2005年
- クレヨンしんちゃん 伝説を呼ぶブリブリ 3分ポッキリ大進撃（ホステスB）

2006年
- 劇場版BLEACH MEMORIES OF NOBODY（黒崎遊子）
- 映画ドラえもん のび太の恐竜2006（女の子B）

2007年
- 河童のクゥと夏休み（遠野駅アナウンス）
- クレヨンしんちゃん 嵐を呼ぶ 歌うケツだけ爆弾!（海の家のおねいさん）
- 劇場版BLEACH The DiamondDust Rebellion もう一つの氷輪丸（黒崎遊子）
- 映画ドラえもん のび太の新魔界大冒険 〜7人の魔法使い〜（マミ）

2008年
- 映画ドラえもん のび太と緑の巨人伝（女官）

2009年
- クレヨンしんちゃん オタケベ!カスカベ野生王国（SKBEガールズ）

2010年
- 劇場版BLEACH 地獄篇（黒崎遊子）

### ゲーム
2005年
- THE お姉チャンプルゥ 〜THE姉チャン特別編〜（エヴァ）

2006年
- テイルズ オブ ザ テンペスト（ロミー）
- テイルズ オブ ファンタジア-フルボイスエディション-（ジャミル）
- BLEACH 〜放たれし野望〜（黒崎遊子、あやめ）

2009年
- SIMPLE2500シリーズ Portable!! Vol.12 THE 歩兵2 〜戦友よ、先に逝け〜（女上官）

2010年
- テイルズ オブ ファンタジア なりきりダンジョンX（シルフ、ヴォルト）

2025年
- BLEACH Rebirth of Souls（黒崎遊子、シィアン・スンスン）

### ラジオドラマ
- VOMIC BLEACH（黒崎遊子）

### ドラマCD
- 瀬戸の花嫁 瀬戸内番外地 恋の夕凪篇（2007年、社内販売員）

### 吹き替え

#### 映画
- 悪夢の夜に震える事実
- ウォリアーズ
- 最凶家族計画
- The Last kiss
- シッコ
- シスター・エスカレーション
- スーパーゲイダー
- ドン・ジュアン
- リトルマン
- リメンバー・ミー
- ワールドカード

#### ドラマ
- 美しい彼女
- 悲しき恋歌（ミミ）
- 連城訣（戚芳）
- 屋根部屋のネコ（ヘリョン）

#### アニメ
- キム・ポッシブル
- ゲット・エド
- ヘラクレス（女子生徒）

### ナレーション

#### テレビ
- スッキリ
- つづきSHOPナビ
- パチスロ常勝理論!（MONDO21 → MONDO TV）
- パチンコ楽しんでますか
- ヒキ強!パチスロ推進委員会
- YOKOのブログ（小田原YOKO）

#### VP
- SDT構法
- NTT武蔵野技術資料館」
- 音楽科教科書」(教育出版)
- 教育用ビデオ 孔子・万葉集
- タイニータネ 絵本

#### その他
- カレスト座間
- ダルマ占い（キャラクターボイス）
- トヨタ東京カローラ
- BIGLOBU エキサイト 電話音声メッセージ
- マースエンジニアリングカスタム放送」

### オーディオブック
- なぜあの人の話に納得してしまうのか
- ハーバードからの贈り物

### 舞台
- 神々のトロイア
- 藤原一族の野望
- プリズンホテル（仲居）